# Foro A Poco No
El Foro A Poco No es un recinto cultural y teatral, que se encuentra ubicado en la calle de República de Cuba 49 en el Centro Histórico de la Ciudad de México, y forma parte del Sistema de Teatros de la Ciudad de México. Se caracteriza por facilitar la interacción entre los intérpretes y el público, debido a su reducida dimensión, con una capacidad para albergar de cincuenta a setenta asistentes. Se especializa en el teatro cabaret y el stand up, con producciones que abarcan el teatro, danza, performance, conciertos de pequeño formato, recitales, declamaciones y monólogos.

## Historia
El Foro A Poco No se inauguró el 11 de noviembre de 2009. Forma parte del Sistema de Teatros de la Ciudad de México, institución que forma parte de la Secretaría de Cultura de la Ciudad de México.
El nombre de A Poco No surgió de la canción del cantante Pepe Guízar (1906-1980) interpretada por la «Reina de la Opereta» Esperanza Iris, en el filme titulado Noches de gloria dirigido por Rolando Aguilar.
El reducido aforo del local facilita expresiones artísticas con un enfoque lúdico y nuevas formas de entender el teatro.  A partir de su apertura ha recibido a miles de espectadores y programado a cientos de agrupaciones artísticas.

## Espectáculos

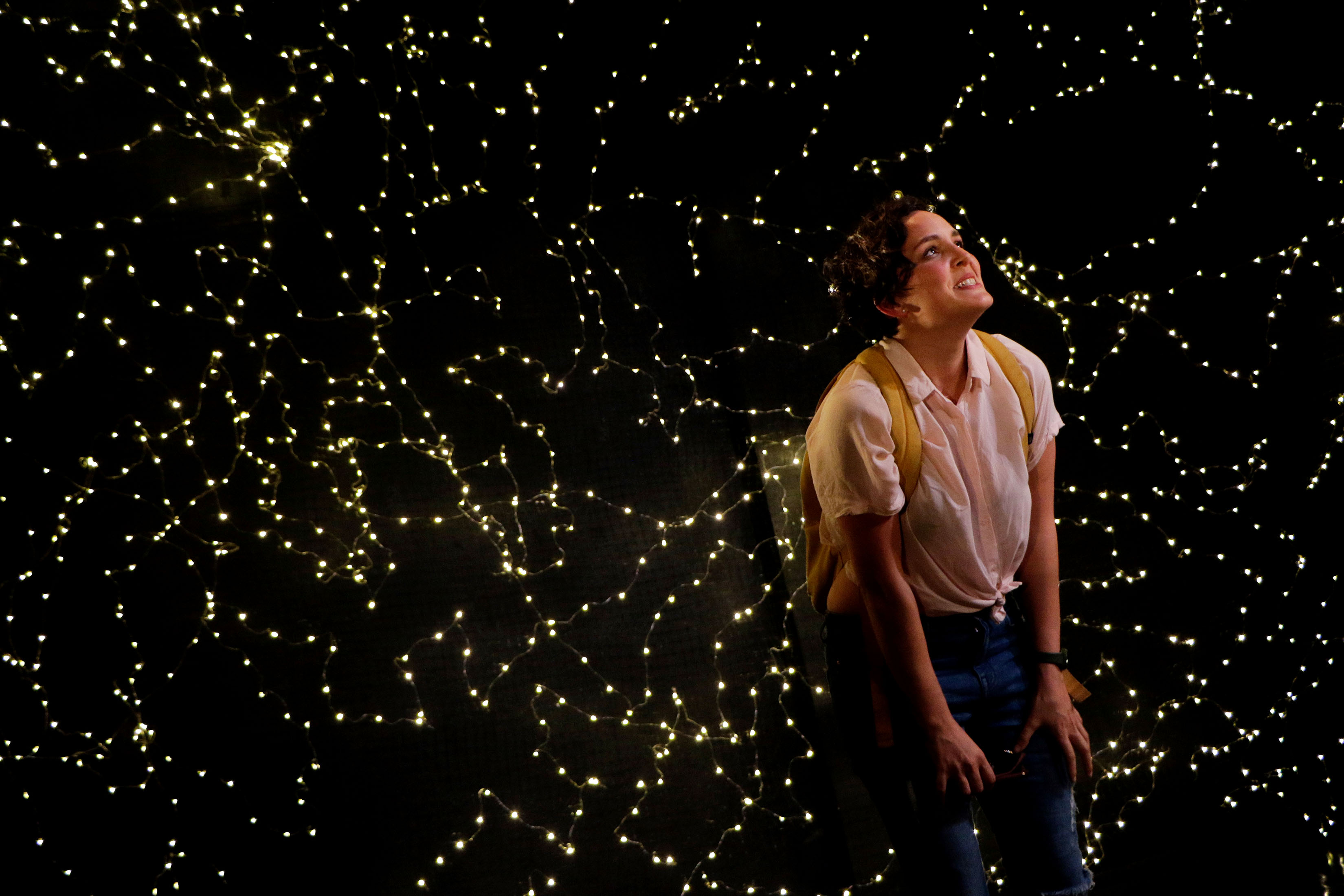
Obra teatral "cero". Autoría y dirección de Ingrid Cebada. compañía La Maniobra.

El foro ha sido lugar  espectáculos para todo tipo de público demostrando un formato versátil. En él se han representado producciones como El hijo de mi padre del director Adrián Vázquez, Mendoza del dramaturgo Antonio Zúñiga y Juan Carrillo, y El concierto deseado con la participación como actor de Stefanie Weiss. También se han representado  El Grillo, obra para niños que contó con la dirección de Sandra Rosales, la propuesta cabaretera El manual para la carroña de Carreño, de la compañía Cabaret Misterio y la puesta en escena El Arco de Iris, un montaje para bebés cuya autoría y dirección fue de Victoria Benet. Además, el recinto ha sido sede del Festival Internacional de Cabaret y la edición 39 de la Muestra Nacional de Teatro.